# Moshe Idel
(Erri De Luca)
Moshe Idel (Târgu Neamț, 19 gennaio 1947) è uno storico e filologo rumeno naturalizzato israeliano.
Nato in Romania, Moshe Idel si è trasferito in Israele nel 1963, dove ha iniziato a insegnare dal 1975.

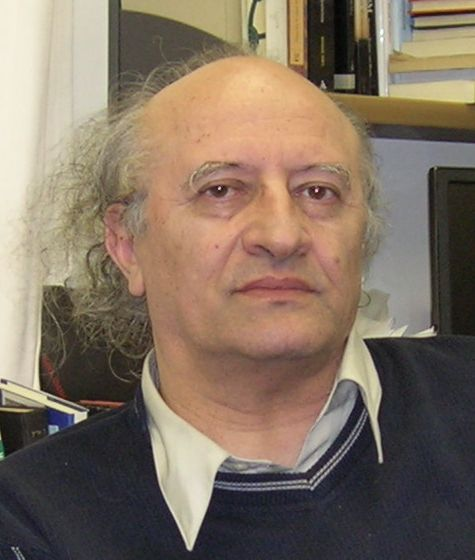
Moshe Idel nel 2008

## Biografia
Nel 1999 ha ricevuto l'Israel Prize per l'eccellenza dei suoi studi sul pensiero ebraico, argomento che insegna alla cattedra che fu di Gershom Scholem. Nel 2002 gli è stato conferito l'Emmet Prize e dal 2006 fa parte dell'Israeli Academy.
È stato visiting professor presso diverse istituzioni, tra cui il Jewish Theological Seminary di New York (dove è Centennial Scholar-in-Residence), la UCLA di Los Angeles, la Yale University, la Harvard University, la Princeton University, la University of Pennsylvania, l'EHESS e il Collège de France di Parigi.
Oggi è Max Cooper Professor in pensiero ebraico (Jewish Thought) presso il Department of Jewish Thought, Mandel Institute della Hebrew University di Gerusalemme, oltre che Senior Researcher al Shalom Hartman Institute e al Tikvah Center for Law and Jewish Civilization di New York.
Dopo essere andato in pensione dall'Università Ebraica di Gerusalemme venne nominato professore alla cattedra di Matan'el per la ricerca di Cabbala del corso di laurea in Misticismo e spiritualità presso l'Istituto Accademico di Safed.

## Gli studi
Si è occupato prevalentemente di mistica ebraica, studiando Abramo Abulafia (sul quale ha scritto la tesi di dottorato), Maimonide, Josef Caro 1488-1575 (o Yosef Karo), la figura leggendaria del Golem e la tradizione della Cabala, in particolare quella italiana di età medioevale e rinascimentale, ed è esperto dei rapporti tra chassidismo e misticismo.
La sua distinzione in tre millenni di storia dell'ebraismo porta a considerare prevalente e centrale nel pensiero ebraico:
- nel primo millennio a.C.: la storia sacra e i comandamenti biblici (in termini teologici: cosa è successo e cosa dobbiamo fare)
- nel primo millennio d.C.: la tradizione rabbinica e il pensiero legale (come dovremmo farlo)
- nel secondo millennio d.C.: la speculazione (perché dobbiamo farlo).

Idel riesce a coniugare diversi approcci verso una metodologia di studio interdisciplinare in grado di usare strumenti e argomenti filologici, fenomenologici, antropologici e storico-religiosi, distinguendo in particolare l'aspetto teosofico-teurgico e estatico-profetico dell'interpretazione di diverse dottrine cabbalistiche, nel loro evolversi e intrecciarsi con speculazioni d'origine diversa (secondo dove si sono storicamente spostate o dove hanno subito influenze), con la filosofica greca, ellenistica, gnostica, araba ecc. con le varie discendenze e dipendenze sefardite o aschenazite.
Ha analizzato il Sefer ha-Qanah (trattato anonimo bizantino del XIV secolo), il Ša'are Ṣedeq (di cui ha individuato l'autore in rabbi Natan ben Sa'adyah Har'ar, discepolo di Abraham Abulafia), pubblicando articoli su riviste come «Qiryat Sefer», «Da'at», «'Alei Sefer», «Tarbiz», «Association of Jewish Studies Review», «Jerusalem Studies in Jewish Thought», «Jerusalem Studies in Jewish Folklore», «Sefunot», «Italian Judaica», «Michael», «Modern Judaism», «Mediterranean Historical Review», «Revue d'histoires des religions», «Jewish Studies», «Yuval», «Pe'amim», «Massu'ot», «Hebrew University Studies in Literature and Arts», «Diogenes», «Rassegna mensile di Israel» ecc.

## Opere tradotte in italiano
- L'esperienza mistica in Abraham Abulafia, presentazione e cura di Pierluigi Fiorini, Jaca Book, Milano, 1992
- Cabala ed erotismo : metafore e pratiche sessuali nella cabala, trad. di Tiziana Villani, Mimesis, Milano 1993
- Cabbalà. Nuove prospettive, trad. di Fabrizio Lelli,  Firenze: Giuntina, 1996; con il titolo Qabbalah. Nuove prospettive, Adelphi, Milano 2010
- (con Mauro Perani) Nahmanide esegeta e cabbalista. Studi e testi, Giuntina, Firenze 1998
- Maimonide e la mistica ebraica, a cura di Roberto Gatti, Il Melangolo, Genova 2000
- Mistici messianici, trad. di Fabrizio Lelli, Adelphi, Milano 2004
- Il Golem. L'antropoide artificiale nelle tradizioni magiche e mistiche dell'ebraismo, trad. di Antonella Salomoni, Einaudi, Torino 2006
- La cabbalà in Italia, 1280-1510, a cura di Fabrizio Lelli, Giuntina, Firenze 2007
- Eros e Qabbalah, a cura di Elisabetta Zevi, Adelphi, Milano 2007
- (con Victor Malka) I percorsi della Cabbalà. Conversazioni sulla tradizione mistica ebraica, La parola, Roma 2007
- Gli ebrei di Saturno. Shabbat, sabba e sabbatianesimo, a cura di Fabrizio Lelli e Elisabetta Zevi, Giuntina, Firenze 2012
- Cammini verso l'alto nella mistica ebraica. Pilastri, linee, scale, trad. di Giuseppe Regalzi, prefazione di Patrizio Alborghetti, Jaca Book, Milano 2013
- Il figlio nel misticismo ebraico, trad. di Enrico Lucca, Fondazione Centro studi Campostrini, Verona 2013-14 (vol I: Tarda antichità, Medioevo aškenazita e qabbalah estatica; vol. II: Zohar, qabbalah cristiana e ḥassidismo)
- Il male primordiale nella Qabbalah. Totalità, perfezionamento, perfettibilità, trad. di Fabrizio Lelli, Adelphi, Milano, 2016
- Catene incantate. Tecniche e rituali nella mistica ebraica, a cura di Emma Abate e Maurizio Mottolese, Morcelliana, Brescia 2019

### Curatele, prefazioni e note
- Natan ben Sa'adyah Har'ar, Le porte della giustizia, a cura e con un saggio di Moshe Idel, trad. di Maurizio Mottolese, Adelphi, Milano, 2001
- I segreti della creazione : un capitolo del libro cabbalistico Zohar, a cura di Elisabetta Zevi, trad. di Gabriella Bemporad, nota di Moshe Idel, Adelphi, Milano, 2003
- Arturo Schwarz, Cabbala e alchimia: saggio sugli archetipi comuni, con una prefazione e  un capitolo di Moshe Idel, Giuntina, Firenze, 1999; Garzanti, Milano, 2004
- Maurizio Mottolese, La via della qabbalah: esegesi e mistica nel «Commento alla Torah» di rabbi Bahya ben Aser, introduzione di Moshe Idel, Il mulino, Bologna, 2004